# Relaciones Costa Rica-Estados Unidos
Las relaciones diplomáticas entre la República de Costa Rica y los Estados Unidos de América datan de 1851.  Estados Unidos es el principal socio comercial de Costa Rica siendo el destino de la mayor parte de sus importaciones por amplio margen. Históricamente ambos países han coincidido en temas de relaciones internacionales, sin embargo, también han tenido momentos de desacuerdos. 
Actualmente hay cerca de 15,900 estadounidenses viviendo en Costa Rica siendo el tercer grupo de inmigrantes más numeroso tras nicaragüenses y colombianos, así mismo hay unos 126.425 costarricenses inmigrantes o hijos de inmigrantes en Estados Unidos, la comunidad tica más numerosa en el exterior.

## Relaciones políticas

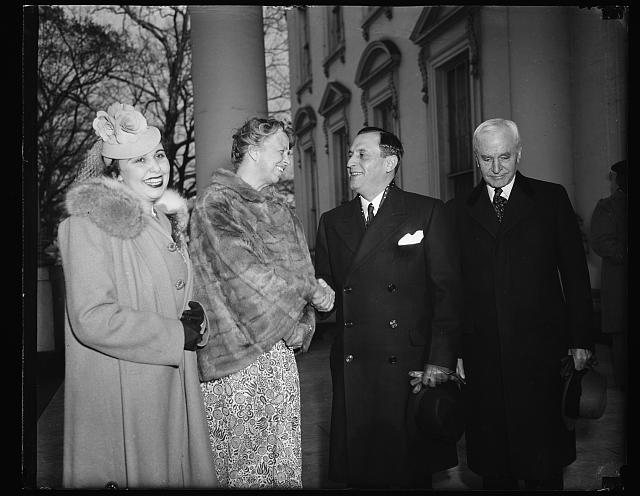
Rafael Ángel Calderón y su esposa en la Casa Blanca en 1940

Las relaciones entre ambos países se tensaron entre 1856 y 1857 a raíz de la guerra de invasión del filibustero texano William Walker quien tenía respaldo diplomático de Washington. Las relaciones se romperían de nuevo durante el gobierno de facto de Federico Alberto Tinoco Granados quien había tomado el poder por golpe de Estado y no era reconocido por el gobierno estadounidense que respaldo a las autoridades depuestas por Tinoco encabezadas por el presidente defenestrado Alfredo González Flores que se refugió en Estados Unidos y respaldó a los opositores anti-tinoquistas.

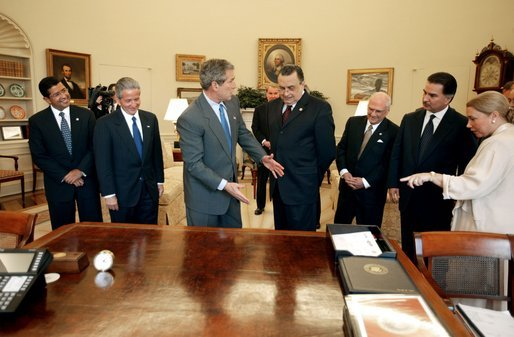
Abel Pacheco y George W. Bush en la Casa Blanca

Las relaciones se normalizarían una vez derrocado Tinoco. Desde entonces, Costa Rica sería uno de los aliados principales de Estados Unidos en la región. Declaró la guerra al Eje inmediatamente después del ataque a Pearl Harbor en diciembre de 1941 bajo la administración Calderón Guardia, y tras esto mantendría normalmente la lealtad hacia el país del norte. Estados Unidos respaldo a la oposición anticalderonista liderada por José Figueres Ferrer ya que veía con malos ojos la alianza política del gobierno con los comunistas. 
Aun habiendo abolido el ejército en 1949 Costa Rica formaría parte de coaliciones militares lideradas por Estados Unidos contra otros países, siendo dos de las más notorias la Ocupación estadounidense de la República Dominicana (1965-1966) y la guerra de Irak en 2003. 

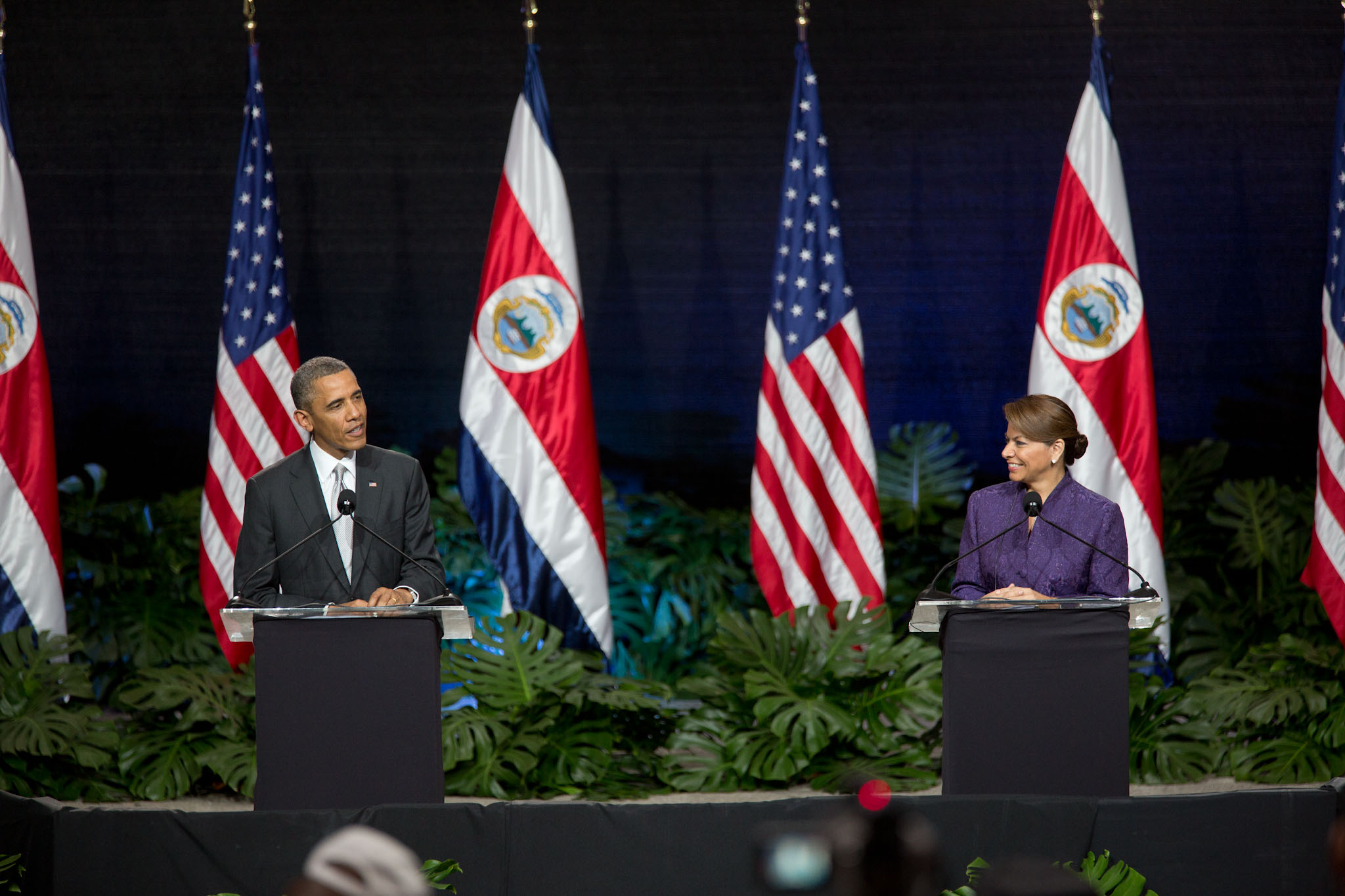
Laura Chinchilla y Barack Obama en 2013

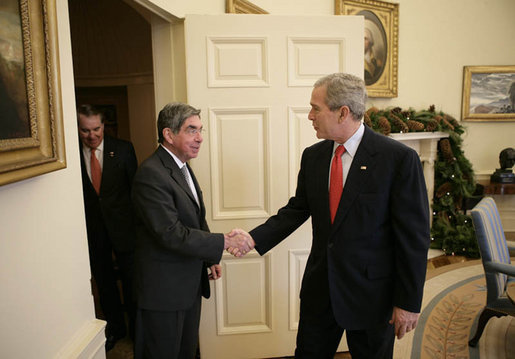
George W. Bush y Óscar Arias

Durante la administración de Rodrigo Carazo Odio (1978-1982) las relaciones con Washington se tensarían nuevamente debido al apoyo que dio Carazo a los sandinistas en su lucha contra la dictadura somocista y por su ruptura con los organismos internacionales como el FMI.  Esto cambiaría en la gestión de Luis Alberto Monge Álvarez (1982-1986) quien, al contrario, sería un resuelto aliado de Washington contra el comunismo internacional e incluso recibiría la visita de Ronald Reagan. Monge permitió a la Contra operar en suelo tico para luchar contra el régimen de Daniel Ortega. A pesar de esto, Monge al igual que otros antecesores suyos no aceptó las presiones de Washington para reprimir a los comunistas ticos a los que se les permitía participar libremente en elecciones e incluso tenían representación parlamentaria y municipal.
Durante la administración siguiente de Óscar Arias Sánchez (1986-1990), Costa Rica iniciaría un proceso de paz en la región con ayuda de Guatemala, México y otros países, pero contraria a los deseos de Estados Unidos y Reino Unido cuyos gobiernos deseaban continuar la guerra hasta lograr una victoria decisiva contra los sandinistas y sus aliados. Esto llevó a roces entre Reagan y Arias al punto de amenazar con detener la cooperación económica. Finalmente la tesis costarricense se impuso.En 1989, Arias recibió la visita de George H. W. Bush dado a una cumbre de presidentes de América. 
En la administración de José María Figueres Olsen el presidente de Estados Unidos Bill Clinton visitó el país, lo visitaría nuevamente como expresidente en 2014 durante la administración de Luis Guillermo Solís. 

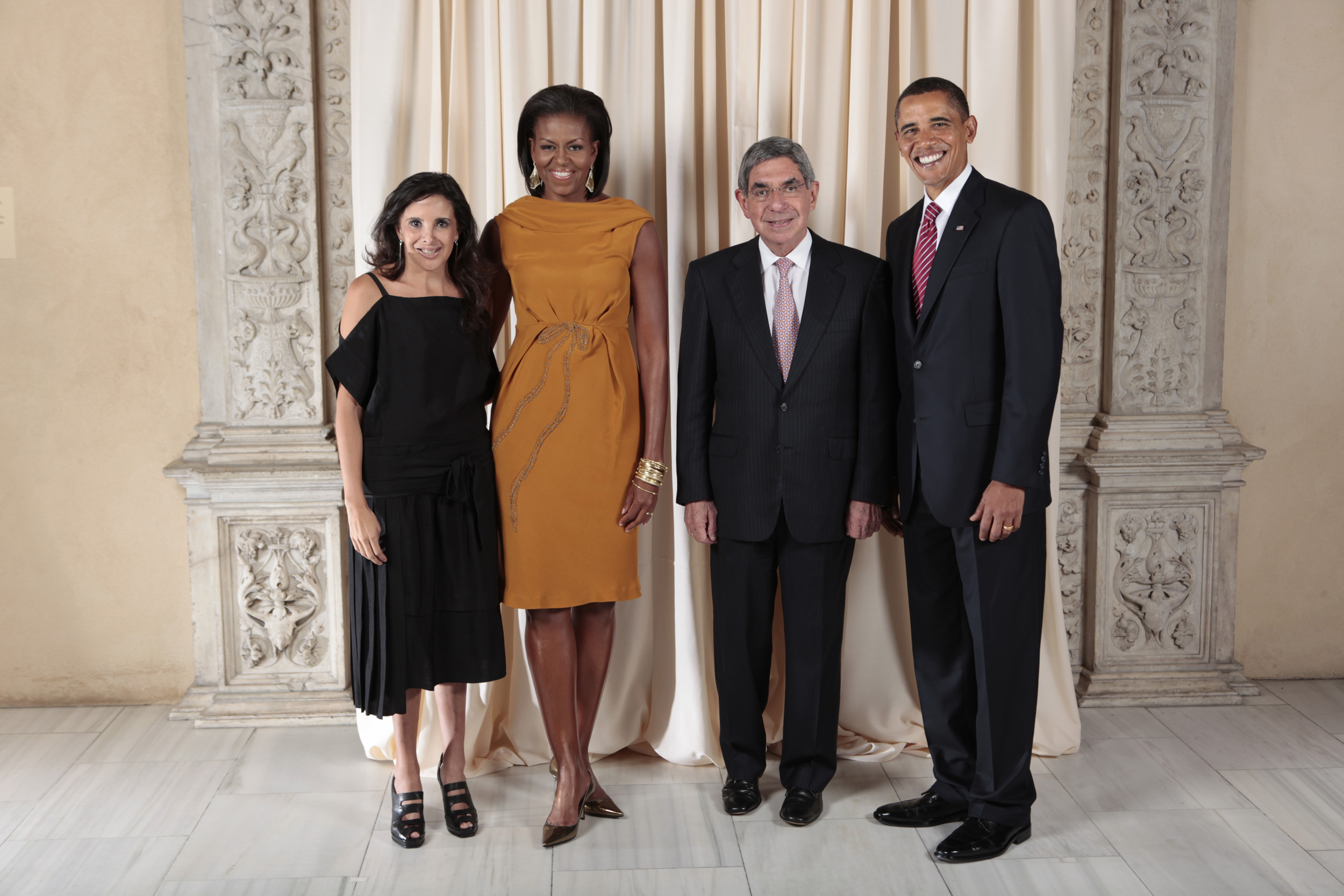
Óscar Arias junto a Barack y Michelle Obama

Un tema que fue particularmente polémico fue la negociación del Tratado de Libre Comercio entre Estados Unidos, Centroamérica y República Dominicana durante la administración de Abel Pacheco de la Espriella, pues al mismo se opusieron importantes sectores de la población y la política, así como el líder de uno de los partidos mayores, Ottón Solís, del Partido Acción Ciudadana. El tema polarizó la opinión pública lo que se vio reflejado tanto en las elecciones de 2006 en el virtual empate entre los candidatos Óscar Arias del Partido Liberación Nacional que lo apoyaba y Solís que lo adversaba. El tratado finalmente se aprobó vía referéndum. 
El político Barack Obama visitó Costa Rica durante la administración de Laura Chinchilla Miranda (2010-2014) y el presidente Luis Guillermo Solís (2014-2018) hizo lo opuesto visitando Estados Unidos y reuniéndose con Obama.

## Convenios de cooperación
Costa Rica recibe alrededor de $100 millones de dólares en cooperación económica de Estados Unidos mediante la USAID, así mismo, el Congreso de Estados Unidos condonó $50 millones en deuda a Costa Rica para que los invirtiera en protección al medio ambiente y áreas protegidas.
Otro aspecto de cooperación entre Costa Rica y Estados Unidos es el patrullaje conjunto para la lucha contra el narcotráfico. Barcos de la marina de Estados Unidos y la Guardia Costera a menudo colaboran con el Servicio de Guardacostas de Costa Rica para la retención de barcos que transportan drogas. El tema, sin embargo, es polémico y la entrada de barcos estadounidenses a aguas costarricenses debe ser aprobada por la Asamblea Legislativa donde en ocasiones tiene oposición de las bancadas de izquierda.

## Intercambio cultural
El Centro Cultural Costarricense Norteamericano es el instituto cultural de Estados Unidos en Costa Rica, imparte clases de inglés y realiza actividades culturales.

## Misiones diplomáticas residentes
- Costa Rica tiene una embajada en Washington D. C. y consulados-generales en Atlanta, Houston, Los Ángeles, Miami y Nueva York.[12]
- Estados Unidos tiene una embajada en San José.[13]

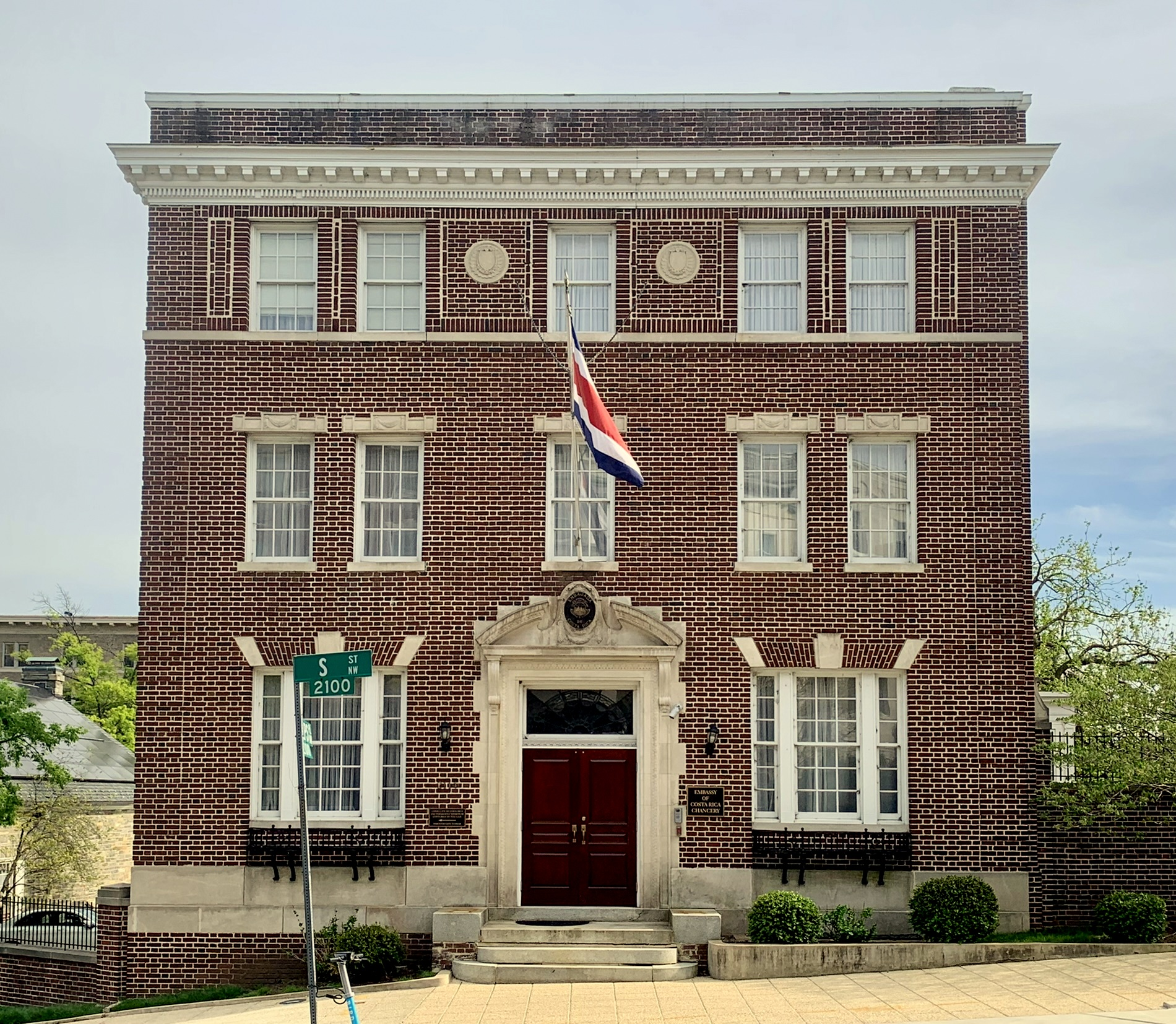
Embajada de Costa Rica en Washington, D.C.